# Zamek w Vastseliinie
Zamek w Vastseliinie (est. Vastseliina piiskopilinnus) – zamek krzyżacki w estońskiej wiosce Vana-Vastseliina. Został wybudowany przy granicy prusko-ruskiej w 1342 przez Burcharda von Dreilebenila. Budowa fortu rozpoczęła się 25 marca 1342. Kaplica zamkowa, zatwierdzona przez papieża Innocentego VI w 1354, była jednym z najważniejszych miejsc pielgrzymkowych w Europie Północnej w XV i XVI wieku. W 1582 na mocy pokoju w Jamie Zapolskim zamek przeszedł w posiadanie państwa polskiego. W 1625 kontrolę nad budowlą przejęli Szwedzi. W XVII wieku zamek stracił na znaczeniu. W 1702 podczas wielkiej wojny północnej zamek został zniszczony przez wojska Piotra Wielkiego. Na mocy rozporządzenia nr 72 estońskiego ministerstwa kultury z 12 listopada 1997 ruiny zostały uznane za obiekt zabytkowy. Na listę zabytków wpisane zostały 14 stycznia 1998. Są udostępnione dla zwiedzających.